# Putzbrunn
Putzbrunn település Németországban, azon belül Bajorországban. Lakosainak száma 6896 fő (2023. december 31.). Putzbrunn Hohenbrunn, München, Grasbrunn, Haar, Neubiberg és Ottobrunn községekkel határos.

## Népesség
A település népessége az elmúlt években az alábbi módon változott:
| Lakosok száma | 248  | 1008 | 3774 | 4578 | 6316 | 6506 | 6610 | 6737 | 6677 | 6896 |
|               | 1875 | 1950 | 1975 | 1987 | 2012 | 2014 | 2016 | 2017 | 2021 | 2023 |